# 東松山市内循環バス

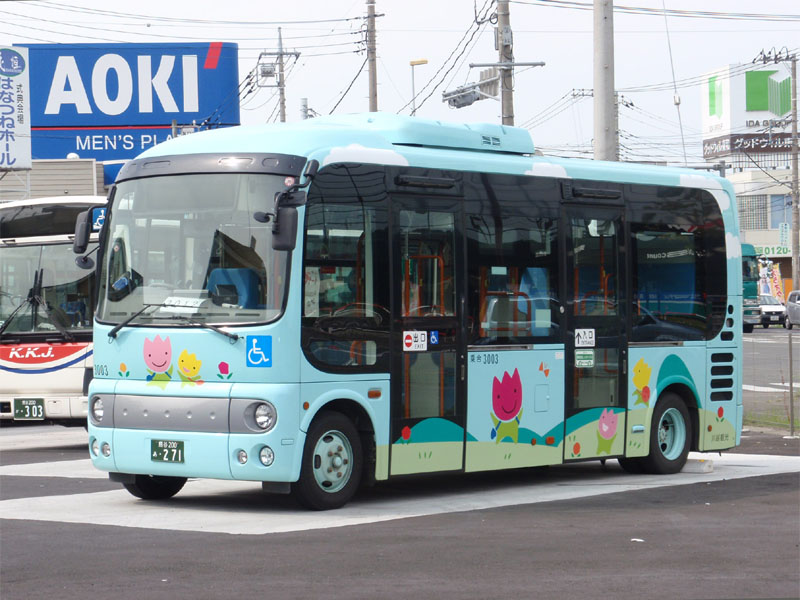
チューリップバス（先代車両）

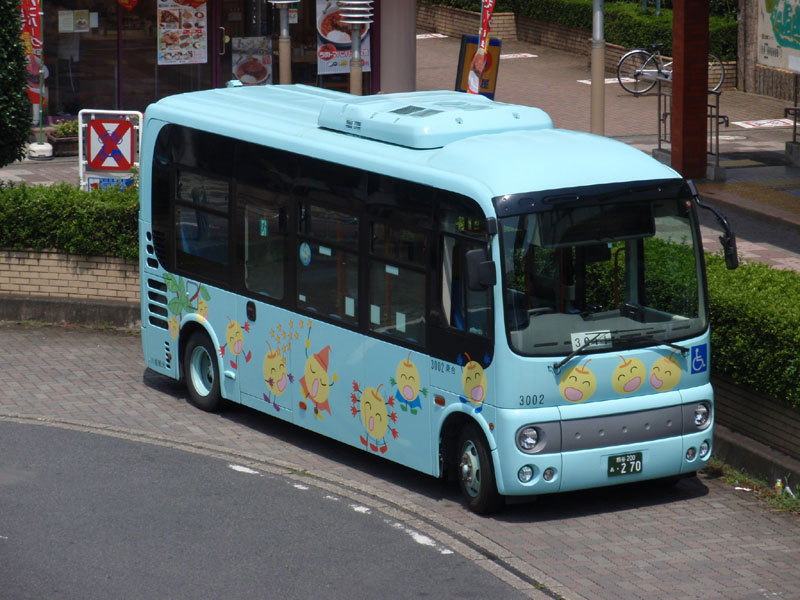
なしバス（先代車両）

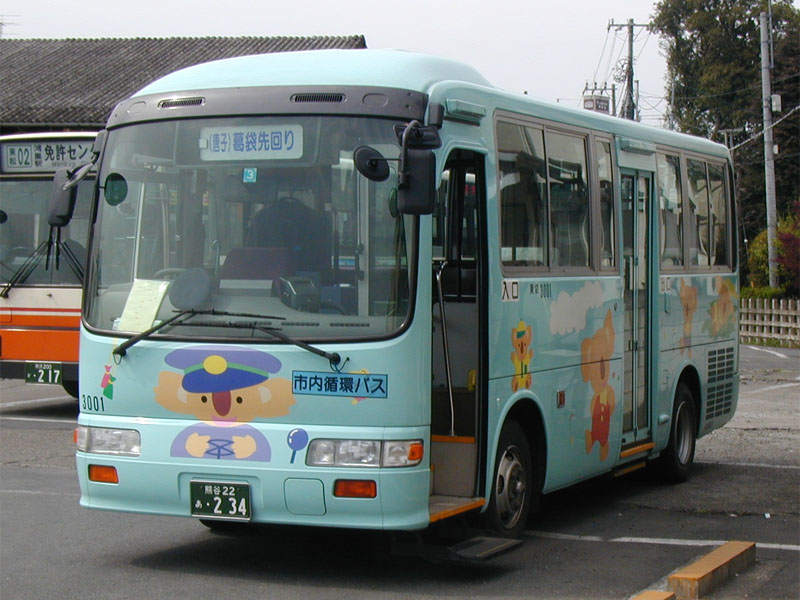
コアラバス（初代車両）

東松山市内循環バス（ひがしまつやましないじゅんかんバス）は、埼玉県東松山市が運行するコミュニティバスである。現在は2つのコースが設定されており、川越観光自動車森林公園営業所に運行委託している。1998年（平成10年）4月1日運行開始。

## 概要
東松山市内には南北に縦貫して東武東上線が走り、市内には高坂駅と東松山駅が設置されており、両駅からのバス路線も充実しているが、その一方で市内には公共交通空白地域が多くあることから、交通不便解消のため、1998年4月1日に、大谷コースと唐子コースの2コースで運行開始された。当初は特に公共交通の不便な大岡地区と唐子地区で運行していた。
運行開始当初は、東武バス森林公園出張所（2002年3月31日付で閉所）に委託していたが、2000年（平成12年）に東武バスの貸切撤退に伴い、川越観光バス東松山営業所（2002年4月以降は川越観光バス森林公園営業所）に委託先を変更した。
2001年（平成13年）3月までは平日のみの運行だったが、同年4月から土曜日の運行も開始された。
2002年（平成14年）4月から、唐子コースが公民館先回り・葛袋先回りと循環運行へ変更され、大谷コースは現在のルートとなった。
2007年（平成19年）4月2日、野本・高坂コースを新設した。また当初は前乗り中降り（運賃前払い）方式であったが、一般路線と同様に中乗り前降り（運賃後払い）方式に改められた。
2008年9月13日、交通系ICカード（PASMO・Suica）に対応した。
2016年4月1日、3コース全29便のうち、利用者の少ない7便（大谷コース市民病院先回り1便、唐子コース2便、野本・高坂コースショート1便、通常コース2便、ロングコース1便）を廃止した。
2017年10月2日、野本・高坂コースを廃止。大幅なルート変更を行い、大谷コースと唐子コースの一体運転を開始した。

## 運行内容

### 運行日
- 月曜日 - 土曜日（日曜日・祝祭日・12月29日 - 1月3日は運休）

### 運賃
- 全線大人100円均一、小学生以下は運賃無料。
- 各種障害者手帳の提示により、障害者とその介助者は運賃無料となる。
- 別コースのバスに乗り継ぐ場合は、車内で運転手が発行する乗継券により無料で乗り継げる。
- 運賃支払いには交通系ICカードのPASMO・Suicaが利用可能となっており、一般路線バスと同様にバス利用特典サービス（バス特）にも対応していた。バス共通カードは利用できなかった。

## 現行路線

### 大谷コース
- 東松山駅東口 - （→ / ←文化通り）- 市役所 - 市民病院 - 東松山ぼたん園南 - 大岡市民活動センター
所要時間約33分。1日9往復運行。
  - 1998年4月1日、運行開始。
  - 2001年4月1日、土曜日の運行を追加。
  - 2002年4月1日、生きがい事業団（現・シルバー人材センター）・きらめき市民大学の一部変更（1周約60分・10便）。
  - 2002年10月1日、大岡市民活動センターの追加変更（1周約68分・10便）。
  - 2016年4月1日、市民病院先回り1便へ減便。
  - 2017年10月2日、ルートを大幅に変更。大岡市民活動センターを折返しとした運行となる（片道33分、9往復）。これに伴い、大谷交差点・野田交差点・東松山ぼたん園南・氷川神社北・美原町北・美原町中央・まるひろ通りの各停留所を新設。

### 唐子コース
- 東松山駅東口 - 南中学校 - 唐子市民活動センター - 丸木美術館東 - 市民健康増進センター
所要時間約23分。1日9往復運行。
「市民健康増進センター」の約200m南側に鳩山町営路線バス北部線（高坂駅西口 - 越生駅東口間）「神戸神社」バス停があり乗換えが可能。
  - 1998年4月1日、運行開始。
  - 2000年4月1日、神戸地区・市民健康増進センターの一部変更（1周約90分・5便）。
  - 2000年10月1日、土曜日を追加。
  - 2002年4月1日、神戸地区の高木・葛袋、往復コースから循環コースへの一部変更（1周約70分・片道45分・7便）。
  - 2007年4月1日、東松山駅から高坂駅循環への一部変更、西本宿悪戸・すまわや荘・高坂図書館東を追加（片道63分・10便）。
  - 2009年4月1日、西本宿悪戸・すまわや荘を廃止、後本宿集会所前・悪戸公会堂前を新設。
  - 2016年4月1日、高坂駅行き1便、東松山駅行き1便へ減便。
  - 2017年10月2日、ルートが大幅に変更され、市民健康増進センターを折返しとした運行となる（片道23分、9往復）。これに伴い、くらかけ清流の郷東・石橋・箭弓神社前の各停留所を新設。市民健康増進センター - 高坂駅西口間は、鳩山町営路線バス北部線（高坂駅西口 - 上熊井）運行開始に伴い廃止。

## 廃止路線

### 野本・高坂コース
- 東松山駅東口 - 東松山警察署前 - 野本市民活動センター - （等覚院南） - ピオニウォーク前 - 高坂駅東口 - （高坂市民活動センター） - 高坂駅西口 
ショートコースは上記の括弧部分を通らない最短経路の便で所要時間約32分、通常コースは等覚院南を経由する便で所要時間約41分、ロングコースは等覚院南と高坂市民活動センターの両方を経由する便で所要時間約57分。高坂駅行1日2便、東松山駅行1日3便運行。
  - 2007年4月1日、運行開始。
  - 2009年4月1日、東松山警察署前・野本市民活動センター・野本コミュニティーセンターの一部変更（片道60分・7便）。
  - 2011年8月1日、南早俣・正代グランド北・正代東を廃止、八幡神社北・早俣・たかさか保育園東を一部変更、ピオニウォーク前を新設。ショートコース2便、通常コース4便、ロングコース3便へ変更。
  - 2016年4月1日、ショートコース1便、通常コース2便、ロングコース1便へ減便。
  - 2017年9月30日廃止。

## 車両
- 日野・リエッセ（ツーステップバス）
  - 運行開始当初は東武バス森林公園出張所に委託し、専用車両として自動補助ステップ付きリエッセ2台（3001・3002号車）が使用されていた。専用カラーは公募により市内の小・中学生から寄せられた図案を元にデザインされた。
  - 2000年（平成12年）に東武バスの貸切撤退に伴い、川越観光バス東松山営業所（2002年4月以降は森林公園営業所）に委託先が変更された。
  - 初代車両の3001号車は2007年4月に除籍。3002号車は予備車として残り、梨のペイントを剥がしてフロントに貸切時代の「KAWAGOE」と表記の上で貸切登録に切り替え、交通系ICカード対応改造を受けて在籍していたが、2015年に除籍された。
  - その後、朝日自動車より移籍した3014号車（KC-RX4JFAA）、東武バスセントラルより2014年に移籍した3015号車（PB-RX6JFAA）が循環バス共通予備車として導入された。2台とも白1色で、ICカード対応改造を受けている。また、3014号車は川越観光バスで唯一の方向幕式車両で、3015号車は川越観光バスで唯一の車椅子用リフト付き車両でもある。

- 日野・ポンチョ（ノンステップバス）
  - 2007年4月より、野本・高坂コース新設に伴い、ノンステップバスの日野・ポンチョ（3010・3011・3012号車、ADG-HX6JLAE）3台が新車導入され、主にこの3台で運用されている。
  - 2017年10月より、野本・高坂コースの廃止に伴い、主に3011・3012号車の2台で運用されている。

### 専用塗装
専用塗装は水色基調で、市の名物にちなみ、下記の図柄が描かれている。
- コアラバス - 埼玉県こども動物自然公園のコアラにちなむ。
- なしバス - 主に市内の平野地区で栽培されている梨にちなむ。
- チューリップバス - オランダのナイメーヘン市と姉妹都市提携していることにちなむ。

コアラバス・なしバスは、初代車両のリエッセに描かれていたデザインをポンチョでも踏襲している。チューリップバスのデザインは、東松山市在住のデザイナーに委託して作成されたものである。